# 106
El año 106 (CVI) fue un año común comenzado en jueves del calendario juliano, en vigor en aquella fecha.
En el Imperio romano el año fue nombrado como «el del consulado de Cómodo y Cívica» o menos comúnmente, como el 859 ab urbe condita, siendo su denominación como 106 a principios de la Edad Media, al establecerse el anno Domini.

## Acontecimientos
- Petra se convierte en parte del Imperio romano.
- Trajano derrota al rey Decebalus de Dacia (Rumania). Acaba la segunda guerra dacia. Dacia se convierte en provincia romana.
- Termina de construirse el Puente de Alcántara, cerca de Cáceres.
- Alejandro I sucede a Evaristo como papa.

## Fallecimientos
- Decébalo, rey de los Dacios.
- Rabel II, gobernante del reino nabateo.
- Cneo Pompeyo Longino, político romano.